# Bagbartu Mons
Il Bagbartu Mons è una struttura geologica della superficie di Venere.